# Herezja

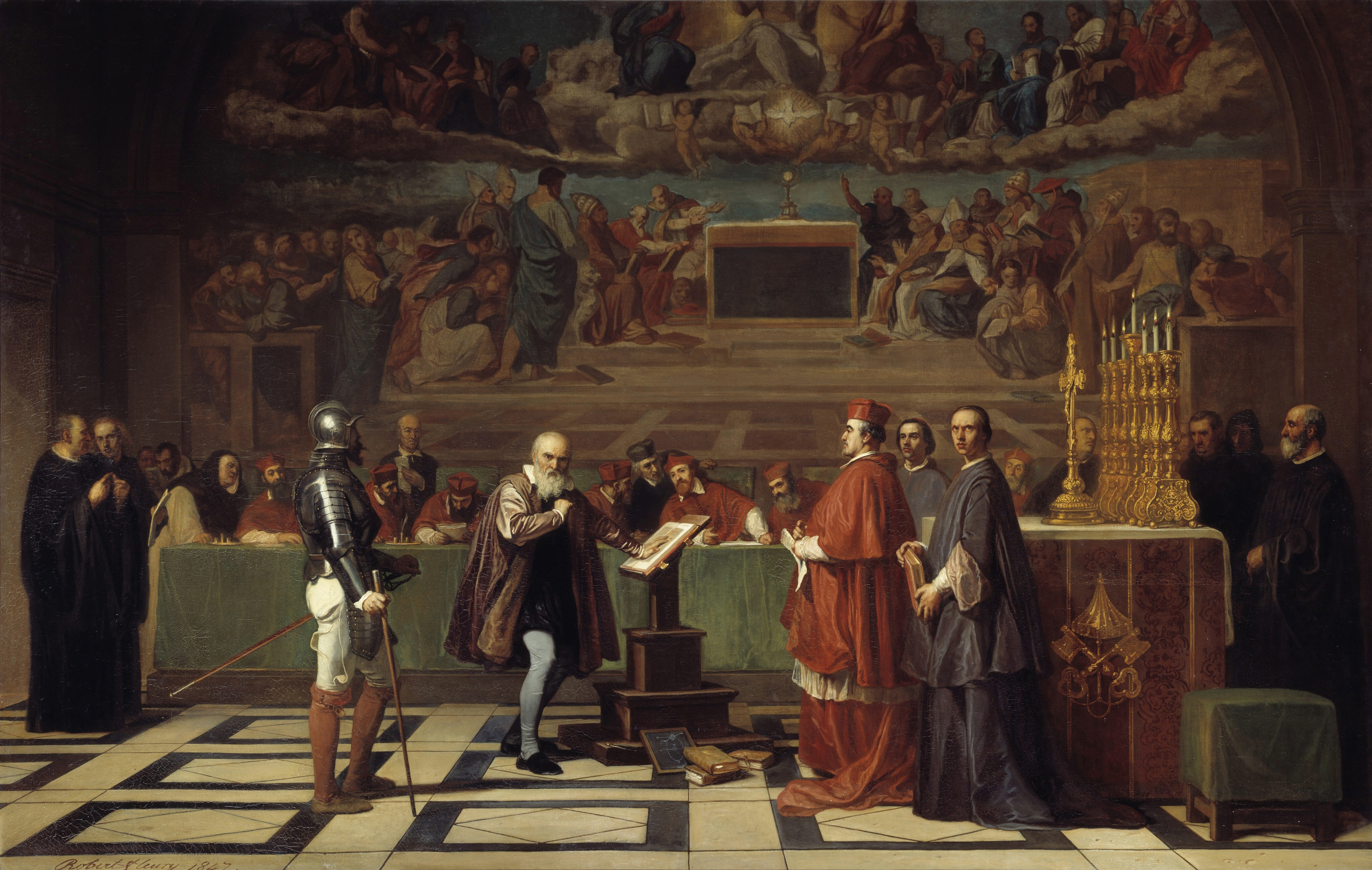
Proces Galileusza przed trybunałem inkwizycji.

Herezja (gr. αἵρεσις hairesis – wybierać , łac. haeresis) – doktryna religijna odrzucana przez władze kościelne lub religijne jako błędna. Pojęcie to oraz walka z herezją dotyczy głównie religii chrześcijańskich, obecne jest także w judaizmie, natomiast mniejsze znaczenie ma w buddyzmie, islamie i hinduizmie (wg innych źródeł herezja w hinduizmie w ogóle nie występuje).

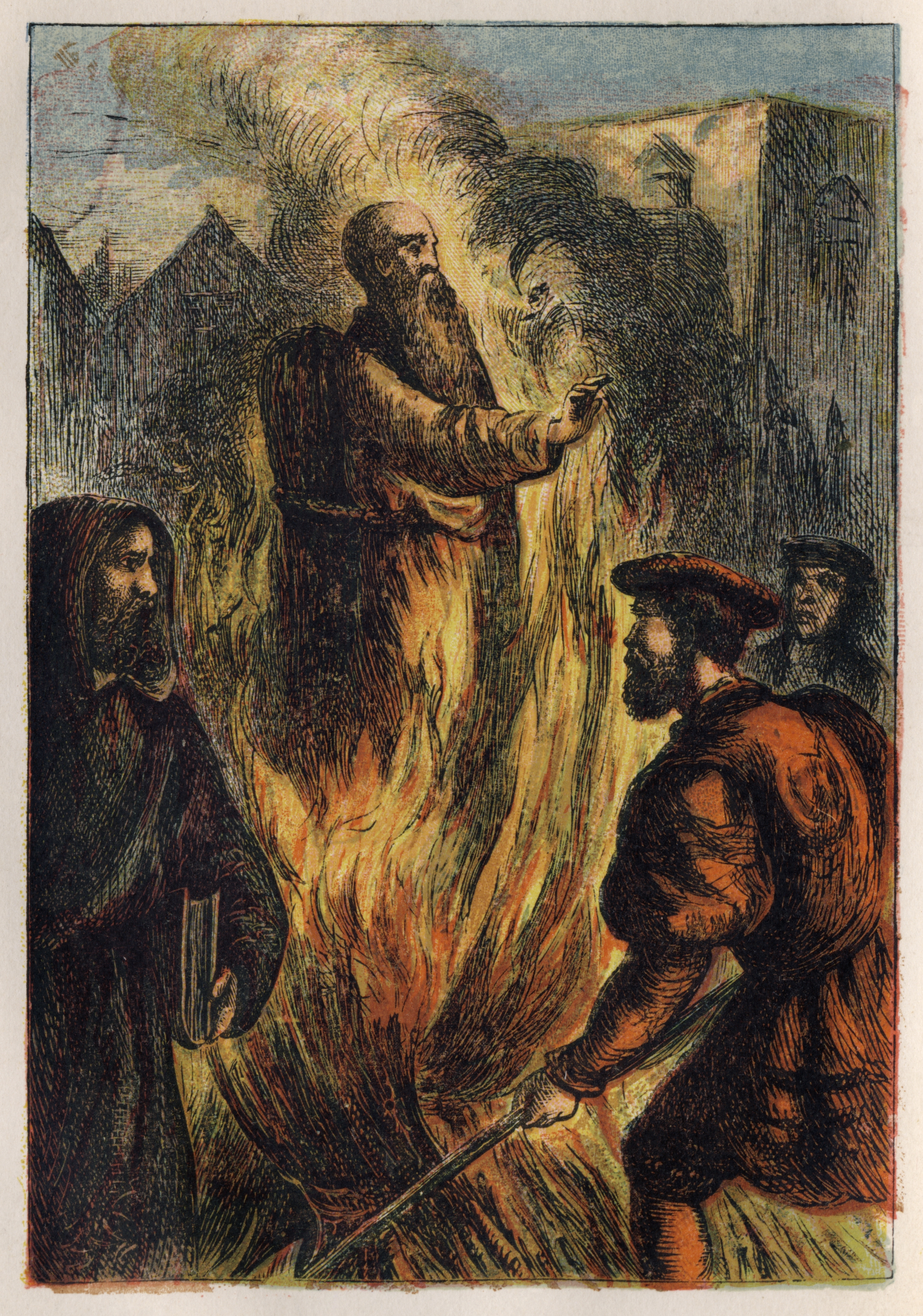
„Śmierć Cranmera”, z kopii Foxe's Book of Martyrs z 1887 r.

W klasycznej grece poprzez słowo „αἵρεσις” rozumiano odrębną szkołę lub partię, w epoce hellenistycznej było używane na określenie szkoły filozoficznej. W tych czasach nie miało ono znaczenia pejoratywnego, ale neutralne. Józef Flawiusz używał tego określenia wobec szkół teologicznych (esseńczycy, faryzeusze czy saduceusze, podobnie Dzieje Apostolskie 15,5 : niektórzy ze stronnictwa faryzeuszów). Wczesne chrześcijaństwo było nazywane „nazaretańską sektą” (ναζωραιων αιρεσεως) przez Tertullosa (Dz Ap 24,5), a Paweł z Tarsu przyznaje również, że było traktowane jako sekta w obrębie judaizmu (Dz Ap 28,22) . Negatywnego charakteru określenie „herezja” nabrało w ramach chrześcijańskiego nurtu wraz z jego rozwojem.
W tradycji chrześcijańskiej herezja to interpretacja twierdzeń wiary chrześcijańskiej, polegająca na wyodrębnieniu jakiegoś zagadnienia i przedstawieniu go w sposób, który przeciwstawia się całości nauczania wiary. Nieprzyjmowanie jednego lub więcej twierdzeń, uznanych w Kościele za dogmat. Jako pojęcie występujące w chrześcijaństwie, sensu stricto, odnosi się tylko do sporów doktrynalnych w obrębie chrześcijaństwa. Podobne do chrześcijańskiej herezji zjawiska zdarzały się w obrębie innych wielkich religii (judaizmie, islamie), mając w nich jednak inne znaczenie, inny wymiar i inne skutki. Dlatego można je określać jako herezję tylko umownie, przez analogię. Dawniej odstępca od religii rzymskokatolickiej nazywany był kacerzem, z cz. kacieř, ostatecznie z gr. καθαρός (katharós, „czysty”), jako pejoratyw Katarów.
W 1965 roku Kościół Katolicki przyjął deklarację Nostra aetate, w której wzywa do braterstwa między ludźmi i sprzeciwia się wszelkim formom dyskryminacji i prześladowań religijnych. W 2000 roku papież Jan Paweł II przeprosił w „milenijnym mea culpa” za podejście katolików do heretyków, Żydów i kobiet w ciągu minionych 2000 lat. Oświadczenie to spotkało się z mieszanymi reakcjami.

## Islam
Z powodu braku scentralizowanego ośrodka religijnego oraz ścisłej doktryny muzułmańskiej nie można jednoznacznie uznać, które wyznania można uznać za heretyckie, a które nie. Oskarżenia o herezję dotyczyły zazwyczaj lokalnych wyznań. Spośród przykładowych takich potraktowań wymienić można to, że w Persji za herezję został uznany bahaizm, w państwie Mogołów sikhizm, a w Turcji alewityzm. Powszechnie za herezję uznane zostało podejście mutazylijskie, w wielu regionach nauki sufickie są heretyckie (za co przez Saudyjczyków krytykowana była nowożytna Turcja, w której ścieżka bektaszijadzka była popularyzowana wśród janczarów i możnych). Jezydyzm przez niektórych (np. salafickie Państwo Islamskie) jest uznawany za islamską herezję, ale również za religię nieislamską. Fundamentaliści sunniccy (wahhabici, salafici) uznają za herezję sufizm, islam szyicki, ruch ahmadijja, jak i nauki promowane przez umiarkowanych sunnitów.
Najwcześniejsze rozłamy w islamie wynikały z problemów sukcesyjnych po śmierci potomków Mahometa, w ten sposób narodził się szyizm, sunnizm oraz charydżyzm. Z czasem narodziły się dodatkowe różnice, na przykład praktyka takfiru używana przez fundamentalistów sunnickich (salafitów/wahhabitów) wobec wierzeń i praktyk innych muzułmanów. Mimo że Mongołowie zaadaptowali islam sunnicki, Ibn Tajmijja ogłosił ich heretykami, przeciwko którym dżihad był obowiązkiem. To samo spotkało alawitów, których Ibn Tajmijja także uznał za heretyków. Pięćset lat później, podczas rozprzestrzeniania się wahhabizmu na drodze podbojów, wybuchła wojna osmańsko-saudyjska, która przez saudyjskich wahhabickich uczonych była usprawiedliwiana tym, iż Turcy nie byli kanonicznymi muzułmanami, a Imperium Osmańskie głosiło heretyckie idee.

## Judaizm
Pierwotne herezje w judaizmie były to klasyczne herezje bałwochwalcze i synkretyczne, o których informacje zawarto w Starym Testamencie. Z ważniejszych pozostałości synkretyzmu pozostaje samarytanizm. Później za heretyckie oskarżane były różne ugrupowania żydowskie pod okupacją helleńsko-rzymską, ale te oskarżenia miały charakter wzajemny (czego skutkiem jest oskarżenie o herezję saduceuszy przez Talmud, księgę faryzejską). Przed zniszczeniem świątyni Sanhedryn za herezję uznawał relatywizm w sprawie Prawa, konieczności istnienia Świątyni, konieczności ofiar świątynnych i inne. Wczesne chrześcijaństwo też było uznawane za herezję.

## Chrześcijaństwo

### Znaczenie
W chrześcijaństwie od pierwszych wieków herezją określano wybiórczą interpretację prawd wiary, Pisma Świętego, symboli – eksponowanie jednych prawd i pomijanie innych. Wobec osób, które trwały przy swoim zdaniu wbrew opinii synodów i papieży, ogłaszano anatemę. Według definicji podanej przez św. Tomasza z Akwinu (1225–1274), herezja polega na odrzuceniu w mniejszej lub większej części depozytu wiary – nauki Kościoła na temat wiary i moralności, nie zaś kwestii liturgicznych, organizacyjnych itp. Definicję tę Tomasz sformułował w odniesieniu do Kościoła katolickiego, jednak pozostałe wyznania chrześcijańskie ujmują istotę herezji w sposób bardzo podobny.
Herezję należy odróżnić od apostazji (całkowitego porzucenia wiary) i od schizmy (wypowiedzenia posłuszeństwa najwyższej władzy duchownej – w Kościele rzymskim papieżowi, w Kościołach partykularnych – patriarsze bądź katolikosowi).

### Herezja w ujęciu nauki katolickiej
Kodeks prawa kanonicznego w kanonie 751 podkreśla, że apostazja i schizma nie są herezjami oraz podaje definicje:

Herezją nazywa się uporczywe, po przyjęciu chrztu, zaprzeczanie jakiejś prawdzie, w którą należy wierzyć wiarą boską i katolicką, albo uporczywe powątpiewanie o niej; apostazją – całkowite porzucenie wiary chrześcijańskiej, schizmą – odmowa uznania zwierzchnictwa Biskupa Rzymskiego lub utrzymywania wspólnoty z członkami Kościoła, uznającymi to zwierzchnictwo.

Wincenty z Lerynu, mnich i ojciec Kościoła, określił herezję mianem „nowych dogmatów” (dogmata nova), będących przeciwieństwem dogmatów katolickich (dogma catholica). W późniejszym czasie pod pojęciem herezji w Kościele katolickim zaczęto rozumieć samowolne i uparte odstępstwo osoby ochrzczonej od prawowiernej nauki Kościoła. Od czasów reformacji nauka Wincentego z Lerynu na temat herezji została wydobyta na światło dzienne i zyskała przychylność teologów katolickich. Odtąd też herezja była definiowana jako sprzeciwianie się dogmatom wiary. Takie rozumienie pojęcia herezji przyjmuje także współczesne prawodawstwo Kościoła katolickiego.
Augustyn z Hippony, ojciec i doktor Kościoła, podkreślał, że ludzie, którzy nie wymyślili herezji, ale nauczyli się jej od innych oraz zamiast uporczywie przy niej obstawać nadal poszukują prawdy „w żaden sposób nie mogą być zaliczani do heretyków” .
W Wyjaśnieniu doktrynalnym dotyczącym końcowej części formuły „Wyznania wiary” (1998), stanowiącym komentarz do listu apostolskiego papieża Jana Pawła II Ad tuendam fidem, Kongregacja Nauki Wiary przedstawia i szczegółowo omawia trzy poziomy (rodzaje) nauczania Kościoła, z których każdy domaga się innego stopnia posłuszeństwa wiary. Najwyższy poziom stanowi nauczanie nieomylne, obejmujące dogmaty, czyli prawdy uznane przez Kościół za objawione przez Boga, których jawne i uporczywe podważanie oznacza popadnięcie w herezję. Należą do nich:
- dogmaty chrystologiczne i maryjne;
- nauka o ustanowieniu sakramentów przez Chrystusa i o ich skuteczności co do łaski;
- nauka o rzeczywistej i substancjalnej obecności Chrystusa w Eucharystii i o ofiarnej naturze Mszy świętej;
- nauka o założeniu Kościoła z woli Chrystusa;
- nauka o prymacie i nieomylności biskupa Rzymu;
- nauka o istnieniu grzechu pierworodnego;
- nauka o nieśmiertelności duszy duchowej i o zapłacie bezpośrednio po śmierci;
- nauka o braku błędów w tekstach natchnionych Pisma Świętego;
- nauczanie, że bezpośrednie i umyślne zabójstwo niewinnej istoty ludzkiej jest niezwykle poważnym wykroczeniem moralnym.

Bezpośrednio poniżej dogmatów znajduje się nauczanie definitywne, które Kościół podaje do wiadomości jako ostateczne, ale nie jako formalnie objawione. Prawdy należące do tej kategorii Kongregacja Nauki Wiary definiuje w następujący sposób: mogą [one] być różnej natury i mieć odmienny charakter w zależności od ich relacji z objawieniem (...). Fakt, że prawdy te nie są przedstawiane jako formalnie objawione, dodają bowiem do depozytu wiary elementy nie objawione lub jeszcze wprost nie uznane za objawione, nie umniejsza bynajmniej ich charakteru ostatecznego, którego domaga się przynajmniej ich wewnętrzny związek z prawdą objawioną. Ponadto autorzy Wyjaśnienia doktrynalnego podkreślili, że odrzucenie nauczania definitywnego nie jest herezją, ale sprawia, że odrzucający je nie jest już w pełnej komunii z Kościołem katolickim. Co więcej, Kongregacja zaznacza, że nie można wykluczyć ewentualnego ogłoszenia niektórych z prawd definitywnych jako dogmatów w przyszłości. Do prawd kwalifikujących się do tej kategorii zalicza się m.in. rozwój doktryny o nieomylności papieża w okresie przed ostatecznym zdefiniowaniem jej przez Sobór Watykański I, naukę o udzielaniu święceń kapłańskich wyłącznie mężczyznom, nauczanie o niegodziwości eutanazji, prostytucji i nierządu, a także prawomocność wyboru biskupa Rzymu, przeprowadzenia soboru powszechnego i kanonizacji świętych.
Trzeci i zarazem najniższy poziom, to nauczanie autentyczne, czyli prawdy nauczane w sposób nieostateczny w autentycznym Magisterium zwyczajnym, które wymaga przyjęcia w różnym stopniu, zależnie od intencji i woli wyrażonej przez naturę dokumentów, przez częstotliwość, z jaką podaje się to nauczanie, lub też przez sposób jego ujęcia. Opinia sprzeciwiająca się nauczaniu autentycznemu może (ale nie musi) być uznana za błędną, zuchwałą lub niebezpieczną.
Herezja może być „materialna”, przez co rozumie się niezawiniony błąd w wierze lub gdy wynika z ignorancji, albo „formalna” – gdy polega na odrzucaniu doktryny, co do której osoba jest przekonana, że jest uznawana przez Kościół, a pomimo tego ją odrzuca oraz jednocześnie akceptuje autorytet Boga w innych sprawach. Grzechem jest tylko herezja formalna. Z kolei łączność z Kościołem powszechnym heretyk (herezjarcha) traci dopiero w momencie, gdy odmawia poddania się rozstrzygnięciu Kościoła w danej kwestii.
Osoby głoszące herezje są zagrożone karami kościelnymi, dzielącymi się na:
1. kary zaciągane przez sam fakt popełnienia czynu zakazanego przez prawo (latae sententiae),
2. kary wymierzane przez właściwą władzę kościelną (ferendae sententiae).

Zgodnie z kanonem 1364 Kodeksu prawa kanonicznego, katolik obrządku łacińskiego, który dopuszcza się herezji, zaciąga na siebie karę ekskomuniki latae sententiae. Oznacza to, że żadna władza kościelna nie musi w jakikolwiek formalny sposób jej nakładać ani nawet ogłaszać, że dana osoba została ekskomunikowana – kara ta obowiązuje automatyczne od chwili popełnienia czynu. Bezpośrednim skutkiem popadnięcia w ekskomunikę jest utrata zdolności do pełnienia wszelkich obowiązków chrześcijańskich oraz utrata wszelkich godności, urzędów i władzy duchownej. Natomiast Kodeks kanonów Kościołów wschodnich, któremu obca jest instytucja kar zaciąganych z mocy samego prawa, przewiduje w kanonie 1436 za głoszenie herezji i niewycofanie się z niej pomimo wystosowanego zgodnie z prawem upomnienia obligatoryjną karę ekskomuniki większej ferendae sententiae. Jeżeli sprawca omawianego przestępstwa jest duchownym, sąd kościelny może ukarać go ponadto innymi karami ferendae sententiae, nie wyłączając kary wydalenia ze stanu duchownego (Kościół rzymskokatolicki) albo depozycji (katolickie Kościoły wschodnie). Z kolei ten, kto podważa nauczanie definitywne lub autentyczne i mimo upomnienia Stolicy Apostolskiej lub ordynariusza nie odwołuje swoich poglądów, powinien być ukarany sprawiedliwą bądź odpowiednią karą.
Kary doczesne, stosowane w wiekach średnich, nie były wymierzane heretykom przez władze kościelne, lecz przez władze świeckie – bowiem herezja (jak również bluźnierstwo, schizma i apostazja) były przestępstwami prawa świeckiego. Karami tymi były konfiskata majątku, uwięzienie, a nawet spalenie na stosie.
W XVI wieku Kościół katolicki na mocy bulli papieża Leona X: Decet Romanum Pontificem, uznaje za herezję naukę twórców reformacji, wśród nich Marcina Lutra i Jana Kalwina. Dzisiejsza nauka posoborowa traktuje ich kontynuatorów jako „braci odłączonych”, w dalszym ciągu dostrzegając zasadnicze różnice w interpretacji Prawdy Objawionej. Prawosławie jest uznawane za najbliższe jedności z kościołem katolickim, poprzez sukcesję apostolską i sakramenty, szczególnie kapłaństwo i Eucharystię. O herezji w stosunku do Kościołów prawosławnych można mówić jedynie w odniesieniu do dogmatu o prymacie Piotra. Prawosławni odrzucają też dogmaty maryjne: o Niepokalanym Poczęciu i o Wniebowzięciu. W momencie swego powstania schizmatycki był również kościół anglikański, w którym dopiero w II połowie XVI wieku doszło do protestantyzacji. Nie są także herezjami sensu stricto poglądy filozoficzno-teologiczne, które stoją w zupełnej sprzeczności z Biblią (jak politeizm czy ateizm).
Po Soborze Watykańskim II w postawie Kościoła katolickiego wobec wyznań uznawanych wcześniej za heretyckie zaszła istotna zmiana – polega ona na zaprzestaniu eksponowania ich niezgodności z nauką katolicką, zamiast tego podkreśla się dobre intencje chrześcijan wszelkich wyznań, nazywanych „braćmi odłączonymi”. Wiele sprawowanych przez nich obrzędów „wzbudza rzeczywiste życie łaski” i daje „dostęp do społeczności zbawionych”, co nie umniejsza faktu braku ich uczestnictwa w tej jedności, którą ustanowił Chrystus dla swego Kościoła.
Efektem było przystąpienie Kościoła katolickiego do ruchu ekumenicznego, a następnie wiele wspólnych aktów Kościoła katolickiego i innych Kościołów, w szczególności wzajemne odwoływanie klątw rzucanych w przeszłości i wspólne deklaracje teologiczne. Z drugiej strony deklaracja Dominus Iesus z 6 sierpnia 2000 nie pozostawia wątpliwości, że – z punktu widzenia Kościoła katolickiego – wierni innych wyznań mają trudniejszą drogę do zbawienia. Tym niemniej analogiczne działania są również podejmowane ze strony Kościołów niekatolickich.

### Przekrój historyczny
Herezja – w znaczeniu, jakim rozumiana jest powszechnie – to koncepcja czysto chrześcijańska; nie sposób doszukać się jej w Starym Testamencie. Z przekazów starotestamentowych wynika wprawdzie, że kapłani i prorocy żydowscy potępiali i często karali odstępstwa od wiary, nie ulega jednak wątpliwości, że i w czasach Jezusa i św. Pawła wśród Żydów panowały znaczne rozbieżności poglądów w kwestiach religijnych. Pierwotnie w okresie przedchrześcijańskim greckie słowo αἵρεσις (hairesis) znaczyło tyle co „wybór” albo „to co wybrane”, a pojęcia tego używano powszechnie w sensie opowiedzenia się po stronie jednej ze szkół filozoficznych i głoszonych przez nią poglądów. Termin αἱρετικός (hairetikos) pojawia się w Biblii tylko raz – w przypisywanym tradycyjnie Pawłowi Apostołowi nowotestamentowym Liście do Tytusa, gdzie równie dobrze może oznaczać „sekciarza”, co „odszczepieńca”. Z drugiej strony jednak spokrewniony z nim rzeczownik αἵρεσις – w znaczeniu „stronnictwo religijne” w rodzaju saduceuszy czy faryzeuszy z epoki II Świątyni Jerozolimskiej (Dzieje 5, 17 i 15, 5) czy sekty wczesnochrześcijańskiej (Dzieje 24, 5) – spotykamy w Nowym Testamencie wielokrotnie. Zarówno w przypisywanych tradycyjnie Łukaszowi Ewangeliście Dziejach Apostolskich, jak i w 1. Liście Pawła do Koryntian termin „herezja” odnosi się do różnego rodzaju koterii i ugrupowań dysydenckich (1 Kor 11, 19) w kontekście implikującym, że ich fałszywe doktryny prowadzą do rozłamu w łonie rodzącego się Kościoła chrześcijańskiego. 2. List Piotra używa pojęcia herezji w sposób tożsamy niemal znaczeniu, jakim posługiwali się nim w wiekach średnich i później: „Znaleźli się jednak fałszywi prorocy wśród ludu tak samo, jak wśród was będą fałszywi nauczyciele, którzy wprowadzą wśród was zgubne herezje” (2 P 2, 1).
Chrześcijaństwo znało (i zna) dziesiątki, jeżeli nie setki herezji (najszerzej znane i najbardziej znaczące z nich zostały wymienione poniżej). Herezje pojawiały się od zarania chrześcijaństwa, już za czasów apostolskich. Naturalną koleją rzeczy, najwięcej ich było w okresie, gdy teologia chrześcijańska wypracowywała swe podstawy, czyli w pierwszych wiekach chrześcijaństwa, jednak zdarzają się i dziś. Jest rzeczą do ustalenia, ile z tych sporów teologicznych toczyło się na tle rzeczywistych różnic zdań, a ile na tle rozbieżności w tłumaczeniach i błędów w kopiowaniu Pisma Świętego, uchwał soborów i pism poszczególnych myślicieli. Z reguły przynosiły Kościołowi rzymskokatolickiemu pozytywne skutki. Gnostyckie apokryfy Nowego Testamentu spowodowały opracowanie kanonu Biblii. Nurt doktrynalny antytrynitaryzm zaowocowały powstaniem uściślonego dogmatu o Trójcy Świętej, podobnie związane nurty doktrynalne z pojmowaniem osoby Chrystusa pomogły w opracowaniu nauki o Nim.
Grupy wyznawców większości herezji z reguły zanikały niedługo po śmierci ich twórców. Dokładnie tę regułę opisuje przedstawiony w 5 rozdziale księgi Dziejów Apostolskich żydowski nauczyciel, Gamaliel (wersety 34–39).
Zdecydowana większość herezji pełnego średniowiecza (XI–XIII, a nawet XIV wiek) oprócz religijnego miały także podłoże społeczne lub quasi–narodowościowe. Przykładem mogą być katarzy, których doktryna była ściśle związana z względną niezależnością i odmiennością południowej Francji (głównie Langwedocji) od reszty królestwa.
Z kolei pojawienie się herezjarchów w XII wieku było odpowiedzią na rozwój miast i niedostatecznie w nich rozwinięte duszpasterstwo.

### Rola herezji w historii doktryny katolickiej
Pojawienie się herezji wpłynęło na zacieśnienie się więzów w łonie wspólnoty Kościoła, a ponadto pobudziło refleksję teologiczną, która pogłębiła rozumienie Objawienia. Na tę ostatnią funkcję herezji zwrócił uwagę św. Augustyn:

Czy dokładnie rozprawiano o Trójcy Świętej, zanim poczęli szczekać arianie? A czy dokładnie rozprawiano o pokucie, zanim nowacjanie sprzeciwiać jej się poczęli? Tak samo niedokładnie rozprawiano o chrzcie, nim znajdujący się poza Kościołem rebaptyzanci przeciwną naukę ogłosili. Nawet o jedności Chrystusa nie wyrażano się z należytą dokładnością, aż dopiero znane rozdwojenie poczęło gnębić słabych braci. Wtedy to ci, którzy umieli objaśniać Pismo Święte i rozwiązywać trudności, wydobyli na wierzch ciemne miejsca Pisma Świętego w mowach i rozprawach, pragnąc ratować od zguby słabych braci, nękanych trudnościami ze strony ludzi bezbożnych

Według Tomasza z Akwinu herezje powstałe w łonie chrześcijaństwa wydają się zmierzać do tego głównie, by odebrać Chrystusowi Jego godność. Chrystus przyszedł, by zniweczyć w świecie dzieła diabła (1 J 3,8), ten zaś z kolei stara się ze wszystkich swych sił i całą swą inteligencją sprawić, by unicestwić dzieło Chrystusa. Herezje zatem mają znamię działania Antychrysta, gdyż mówi św. Jan: Żaden duch, który nie uznaje Jezusa, nie jest z Boga; i to jest duch antychrysta (1 J 4,3). Diabeł najpierw próbował zniszczyć dzieło Chrystusa przez tyranów – despotów, którzy zabijali cieleśnie chrześcijan jako męczenników, następnie zaś przez heretyków, dzięki którym wielu wiernych zabijanych jest przez szatana duchowo. Począwszy od średniowiecza, Kościół, świadomy tych duchowych skutków herezji, próbował bronić wiernych przed nimi, powołując Inkwizycję.

### Najpoważniejsze doktryny uznawane za heretyckie w kościele katolickim
Ortodoksja kościelna kształtowała się w polemice z licznymi ruchami religijnymi. Były to między innymi:
- gnostycyzm
- doketyzm (II–III w.)
- marcjonizm
- manicheizm (III-IV w.) – religia odrzucająca Stary Testament i głoszącą skrajny dualizm dobra i zła oraz materii i duszy. Manichejczykiem był przez pewien czas Augustyn z Hippony, później porzucił tę religię i występował przeciwko jej tezom.
- nieortodoksyjne poglądy na Trójcę Świętą
  - subordynacjonizm (II–III w.)
  - nestorianizm
  - monarchianizm (II–III w.)
  - arianizm
  - monofizytyzm – głoszony przez Eutychesa, opata w jednym z klasztorów w Konstantynopolu, który głosił, że istotna jest tylko jedna, boska, natura Chrystusa. Człowieczeństwo Jezusa i, co za tym idzie, jego działalność pośrednicząca i zbawcza, zostały zakwestionowane. Eutyches znalazł jednak poparcie u patriarchy Dioskura z Aleksandrii. Sobór chalcedoński zakończył rozwój tego ruchu w obrębie katolicyzmu, jednak do dziś jest on wyznawany przez niektóre Kościoły narodowe. Eutyches i Dioskur zostali pozbawieni urzędów.
  - monoteletyzm
- nieortodoksyjne poglądy w sferze teorii i praktyki życia chrześcijańskiego
  - montanizm (II w.)
  - enkratyzm (II w.) – czyli negacja małżeństwa
  - donatyzm
  - pelagianizm
  - ikonoklazm.

Wiele z tych nurtów z czasem przekształciło się w odrębne struktury kościelne, nazywane dziś starożytnymi Kościołami przedchalcedońskimi.
| Herezja / Doktryna | Gnostycyzm | Antytrynitaryzm (przeczące doktrynie o Trójcy Świętej) | Chrystologizm (przeczące doktrynie o naturze Chrystusa) | Nadmierny kult maryjny | Inne aspekty teologii |
| ------------------ | ---------- | ------------------------------------------------------ | ------------------------------------------------------- | ---------------------- | --------------------- |
| bogomilizm         | T          |                                                        |                                                         |                        |                       |
| kataryzm           | T          |                                                        |                                                         |                        |                       |
| manicheizm         | T          |                                                        |                                                         |                        |                       |
| pryscylianizm      | T          |                                                        |                                                         |                        |                       |
| walentynianizm     | T          |                                                        |                                                         |                        |                       |
| adopcjanizm        |            | T                                                      | T                                                       |                        |                       |
| arianizm           |            | T                                                      |                                                         |                        |                       |
| macedonianizm      |            | T                                                      |                                                         |                        |                       |
| patrypasjanizm     |            | T                                                      |                                                         |                        |                       |
| sabelianizm        |            | T                                                      |                                                         |                        |                       |
| semiarianizm       |            | T                                                      |                                                         |                        |                       |
| socynianizm        |            | T                                                      |                                                         |                        |                       |
| tryteizm           |            | T                                                      |                                                         |                        |                       |
| subordynacjonizm   |            | T                                                      |                                                         |                        |                       |
| aftartodoketyzm    |            |                                                        | T                                                       |                        |                       |
| doketyzm           | T          |                                                        | T                                                       |                        |                       |
| ebionici           |            |                                                        | T                                                       |                        |                       |
| monofizytyzm       |            |                                                        | T                                                       |                        |                       |
| monarchianizm      |            | T                                                      | T                                                       |                        |                       |
| monoteletyzm       |            |                                                        | T                                                       |                        |                       |
| nestorianizm       |            |                                                        | T                                                       |                        |                       |
| kolyrydianie       |            |                                                        |                                                         | T                      |                       |
| agynianie          |            |                                                        |                                                         |                        | T                     |
| anihilacjonizm     |            |                                                        |                                                         |                        | T                     |
| donatyzm           |            |                                                        |                                                         |                        | T                     |
| pelagianizm        |            |                                                        |                                                         |                        | T                     |

### Myśl pooświeceniowa
Poczynając od wieku XVIII w Europie w sposób zasadniczy przewartościowane zostały terminy herezja i ortodoksja. Kościół katolicki, jak i jego historię zaczęto przedstawiać w sposób niekorzystny, a heretyków jako ludzi światłych i postępowych. Termin herezja stracił też z czasem na religijnym charakterze. Heretykiem stał się każdy, kto się buntuje przeciw obowiązującym normom. Pojawił się pogląd, że herezja jest twórcza i jest źródłem inspiracji dla rozwoju kultury.